# Egyptische Feministische Unie
De Egyptische Feministische Unie (Arabisch: الاتحاد النسائي المصري) was de eerste landelijke feministische beweging in Egypte. De unie is opgericht in 1923, werd ontbonden in 1956 en heropgericht in 2011.
De EFU werd opgericht door vrouwen uit de hogere klasse die betrokken waren geraakt bij het verzet tegen de Britse overheersing van Egypte. Bij de oprichting in 1923 formuleerde de unie een programma met eisen op het gebied van politiek, sociaaleconomische zaken en seksegelijkheid. In de beginjaren wist de EFU enkele van haar eisen te realiseren, waaronder de verhoging van de minimum huwelijksleeftijd. De unie was ook succesvol op onderwijsgebied, zette eigen sociaal-hygiënische voorzieningen op en stimuleerde werkgelegenheid voor vrouwen. Het lukte niet om de belangrijkste eisen te verwezenlijken: invoering van vrouwenkiesrecht, inperking van de ruime echtscheidingsmogelijkheden voor mannen en afschaffing van polygamie.
Ook internationaal was de EFU actief. Vanaf het begin was de unie aangesloten bij de International Alliance of Women. Verder speelde ze een initiërende rol bij de totstandkoming van de Arabische Feministische Unie in 1944. Zeven jaar daarna stelde Nasser de EFU onder staatstoezicht. De organisatie ging onder een andere naam verder als welzijnsorganisatie. In 2011 vond een heroprichting plaats onder de originele naam en met een feministische doelstelling.

## Voorgeschiedenis
Egypte werd in 1882 door het Verenigd Koninkrijk bezet ter bescherming van Britse financiële belangen en ter beveiliging van het Suez-kanaal. Bij het uitbreken van de Eerste Wereldoorlog riep het Verenigd Koninkrijk een protectoraat over Egypte uit, wat de bestaande onvrede onder de Egyptische bevolking vergrootte. Vlak na het einde van de oorlog dienden enkele nationalisten bij de Britse Hoge Commissaris een verzoek in om een delegatie (wafd in het Arabisch) naar Londen te mogen sturen om daar te pleiten voor een onafhankelijk Egypte. Toen dit verzoek werd afgewezen, richtten de nationalisten de Wafd-partij op. De Wafd won snel aan populariteit onder de Egyptische bevolking, waarop de Britten op 8 maart 1919 enkele leiders van de Wafd gevangen namen om ze naar Malta te verbannen. Een dag later, op 9 maart, braken demonstraties en stakingen uit die zich verspreidden over het hele land en leidden tot de Egyptische Revolutie van 1919.
Op 16 maart 1919 hielden vrouwen uit de hogere klasse een demonstratie. De honderden vrouwen die daaraan deelnamen hadden tot dat moment, overeenkomstig de gewoonten in het patriarchale Egypte, nooit deelgenomen aan het openbare leven. Ze werden omsingeld door bewapende Britse soldaten en uren vastgehouden. Het werd wereldnieuws. In januari 1920, toen de Britten ook tegen vrouwen steeds gewelddadiger optraden, kwamen vrouwen uit alle klassen en van alle gezindten samen in de koptische kathedraal van Sint-Marcus in Caïro. Daar richtten ze het 'Centrale Comité van Wafdistische Vrouwen' op, ter ondersteuning van de Wafd. Huda Sha'arawi werd gekozen als voorzitter.

## Geschiedenis

### Oprichting
De Egyptische Feministische Unie werd opgericht op 16 maart 1923 door de elf vrouwen die vier jaar eerder de vrouwendemonstratie hadden georganiseerd. De gebeurtenis vond plaats in het huis van Sha'arawi. De elf oprichters behoorden, net als Sha'arawi, voornamelijk tot rijke landbezittersfamilies. Zij waren de laatste generatie vrouwen die waren opgegroeid binnen de conventies van de afschermende haremcultuur, en hadden Frans als voertaal. Een minderheid behoorde tot de nieuwe elite, vrouwen uit de middenklasse die de nieuw opgerichte scholen hadden bezocht, zoals Nabawiyya Moesa. Deze vrouwen hadden Arabisch als moedertaal en hadden op school Engels en Frans geleerd. De oprichters waren allen Arabisch, deels moslim en deels christen, deels gehuwd en deels alleenstaand. De meesten waren in de dertig of veertig. Tijdens de oprichtingsbijeenkomst werd Sha'arawi tot voorzitter gekozen, 'Atiyah Fu'ad tot penningmeester en Ihsan al-Qusi tot secretaris.

### Programma
Het programma van de EFU omvatte tweeëndertig punten. Zes daarvan waren politiek van aard, negentien hadden betrekking op sociaaleconomische onderwerpen en zeven waren gericht op de gelijkgerechtigdheid van man en vrouw. De politieke punten hadden tot doel volledige Egyptische soevereiniteit te realiseren. De eisen betroffen onder meer volledige onafhankelijkheid voor Egypte en Soedan, neutraliteit van het Suezkanaal, en beëindiging van de capitulaties (overeenkomsten waardoor buitenlanders niet onder de Egyptische wet vielen).
Op sociaaleconomisch gebied eiste de EFU onder andere invoering van verplicht basisonderwijs, bescherming van lokale industrieën, oprichting van landbouwcoöperaties, uitbreiding van het aantal ziekenhuizen en sanatoria, een verbod op alcohol en drugs, beëindiging van door de staat erkende prostitutie, en hervorming van de gevangenissen. Om gelijkgerechtigdheid te realiseren eiste de unie invoering van vrouwenkiesrecht,  oprichting van middelbare scholen voor meisjes, vervanging van mannelijke leraren door vrouwelijke, toegang van meisjes tot universiteiten, toegang van vrouwen tot hogere beroepen, en hervorming van wetten met betrekking tot polygamie en echtscheiding.

### De beginjaren
Meteen na de oprichting sloot de EFU zich aan bij de International Alliance of Women (IAW). De unie vaardigde drie leden af naar het negende congres van de IAW dat in mei 1923 gehouden werd in Rome. De delegatie bestond uit Huda Sha'arawi, Nabawiyya Moesa en Saiza Nabarawi. Een belangrijk agendapunt in Rome was de strijd tegen prostitutie. Het congres nam een resolutie aan waarin regeringen werden opgeroepen een eind te maken aan door de overheid gereguleerde prostitutie en de daarmee samenhangende vrouwen- en kinderhandel. Na de evaluatiebijeenkomst van de delegatie met andere leden van de EFU besloot de unie tot een anti-prostitutie offensief. De overheid werd om steun gevraagd, maar toezeggingen bleven uit.
Binnen een jaar na de oprichting behaalde de Unie haar eerste succes: de wettelijke minimumleeftijd waarop meisjes mochten trouwen werd verhoogd van dertien naar zestien jaar. De unie opende een gezondheidscentrum annex kliniek voor arme vrouwen en kinderen, zette naaiateliers op voor arme meisjes, en organiseerde kinderopvang voor werkende moeders. Een aanmerkelijk deel van de activiteiten werd door Sha'arawi gefinancierd uit haar grote persoonlijke vermogen. Acties van de EFU om de ruime echtscheidingsmogelijkheden voor mannen in te perken en polygamie te verbieden mislukten. In het onderwijs boekte de unie meer succes. Mede als gevolg van de inspanningen van de EFU werd in 1924 in Shubra de eerste middelbare school voor meisjes geopend, en aan het eind van het decennium gingen de eerste meisjes naar de Egyptische universiteit; ze moesten bij de colleges wel op de voorste rij zitten.
Aanpak van prostitutie bleek een complexe materie. Toen de Britten in 1882 aan de macht kwamen hadden ze een vergunningstelsel ingevoerd om prostitutie te reguleren. Handhaving van de wettelijke regels was echter vaak niet mogelijk omdat veel souteneurs buitenlanders waren die buiten de Egyptische wet stonden. Ze konden in Egypte een fortuin maken in de prostitutie zonder gehinderd te worden door de Egyptische overheid omdat ze beschermd werden door de capitulaties. De EFU concludeerde dat zolang de capitulatieverdragen van kracht bleven, een directe aanpak van prostitutie weinig zinvol was en besloot de strijd tegen capitulaties aan te binden via de internationale vrouwenorganisaties. Sha'arawi naam die taak op zich.

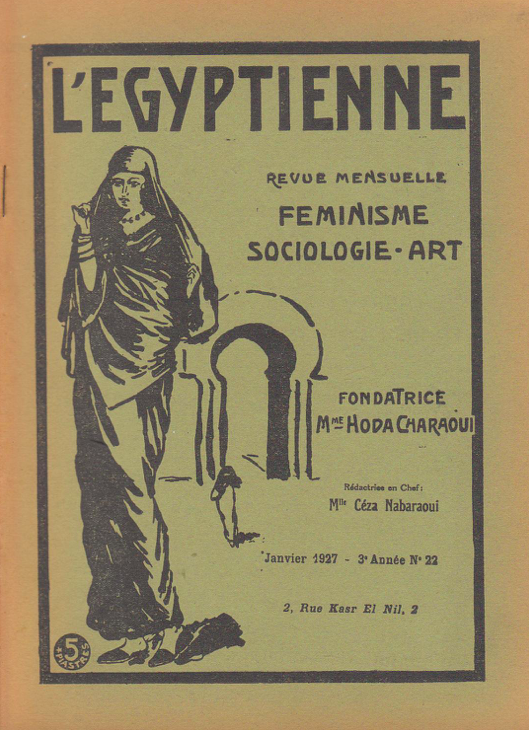
Voorpagina van L'Égyptienne van januari 1927. De afbeelding laat een vrouw zien die de sluier aflegt.

De EFU gaf vanaf 1925 een maandblad uit in het Frans, getiteld 'L'Égyptienne'. Saiza Nabarawi werd benoemd als hoofdredacteur. De ondertitel van het blad was: 'Maandelijks overzicht van politiek, feminisme, sociologie en kunst'. L'Égyptienne richtte zich op een lezerspubliek uit de bovenklasse en de hogere middenklasse in Egypte, en op de internationale feministische gemeenschap. Het blad publiceerde bijdragen van zowel vrouwen als mannen, afkomstig uit verschillende landen. Politieke bijdragen werden veelal geschreven door Huda Sha'arawi, en feministische door Saiza Nabarawi. Beiden konden niet in het Arabisch schrijven; andere vrouwen uit de bovenklasse, en veel vrouwen uit de hogere middenklasse die op buitenlandse scholen waren opgeleid, konden geen Arabisch lezen.

### Breuk met de Wafd
De Wafd kwam in januari 1924 aan de macht en vormde een regering. Bij de installatie van het parlement werden vrouwen niet toegelaten, behalve als echtgenotes van ministers en andere hoge functionarissen. Op de dag dat het parlement geopend werd, posteerden activistische vrouwen zich bij de hekken. Het Centrale Comité van Wafdistische Vrouwen en de Egyptische Feministische Unie hadden nationalistische en feministische leuzen op spandoeken geschreven, waarmee jonge meisjes uit werkgroepen van de verenigingen op en neer paradeerden. De vrouwenorganisaties deelden het EFU-manifest met de tweeëndertig eisen uit aan parlementsleden en regeringsfunctionarissen.
Later dat jaar brak Sha'arawi met de Wafd omdat die zich naar haar mening niet krachtig genoeg tegen de Britten verzette. Na de breuk zocht Sha'arawi aansluiting van de EFU bij de Liberale Constitutionele Partij. Deze partij was in oktober 1922 opgericht door dissidente Wafd-leden. Omdat de nieuwe partij in 1926 slechts dertig van de 215 parlementszetels wist te behalen, verloor de unie haar invloed op de parlementaire politiek. De EFU stopte daarop met het voeren van acties voor het vrouwenkiesrecht, en concentreerde zich op educatieve en sociaal-maatschappelijke activiteiten.

### Stagnatie
In de jaren dertig telde de EFU zo'n 250 leden, afkomstig uit zowel de hogere kringen als uit de burgerij. De organisatie breidde haar activiteiten uit en zette zich in voor vrouwen die werkten in winkels en in de opkomende textielfabrieken, en voor vrouwen die werk vonden in een van de vele nieuwe banen in het onderwijs, de gezondheidszorg en op juridisch gebied. Terwijl de strijd tegen de capitulaties via de IAW voortging, richtte de EFU zich in eigen land op de strijd tegen prostitutie. De unie werkte nauw samen met het Ministerie van Gezondheid en droeg de epidemiologische gegevens van de EFU-apotheek over aan de commissie die belast was met onderzoek naar prostitutie en geslachtsziekten. De EFU werd ook betrokken bij het opstellen van een conceptwet ter bestrijding van prostitutie.
De acties hadden enig succes: in 1932 vaardigde de regering een decreet uit waarbij het vergunningstelsel voor prostitutie werd afgeschaft. In 1937 werd een nieuw Egyptisch wetboek van strafrecht van kracht waarin het verboden werd te leven van de verdiensten van prostitutie. Daarnaast sloot een tiental plaatselijke autoriteiten bordelen in hun gebied. In het politieke klimaat dat in Egypte heerste zag de unie echter geen kans haar politieke doelstellingen te realiseren. Ismail Sidqy, de eerste minister van 1930 tot 1933, nam allerlei maatregelen om de bewegingsvrijheid van vrouwen te beperken. Hij manipuleerde de publieke opinie met sensationele berichtgeving over gemengd zonnebaden op de Egyptische stranden, dwarsboomde de aanwezigheid van vrouwen op de universiteit en trok de toegezegde bouwfondsen voor de EFU terug.
Na het aftreden van Sidqy kwam de Wafd opnieuw aan de macht. In het tolerantere politieke klimaat ging de EFU weer actief campagne voeren voor vrouwenkiesrecht. De beweging was intussen veel van haar momentum kwijtgeraakt. In 1935 deden enkele IAW-bestuursleden, onder wie voorzitter Margery Corbett Ashby en de Nederlandse feministen Rosa Manus en Christine Bakker-van Bosse, Egypte aan op weg naar het IAW-congres in Istanboel. Ze ondersteunden de campagne van de EFU en troffen daarbij vele partijprominenten van de Wafd en de Liberaal Constitutionele Partij. Ondanks positieve persoonlijke uitlatingen van enkele parlementsleden, ondernam de regering geen actie. Uit een enquête onder parlementsleden bleek dat zes van de zeven volksvertegenwoordigers vrouwenkiesrecht afwezen. Muhammad Mahmud van de Liberaal Constitutionele Partij die in 1938 eerste minister werd, verklaarde plechtig dat er onder zijn bewind geen vrouwenkierecht zou komen.
Om een bredere achterban van vrouwen uit de middenklasse te bereiken en ook Arabieren in andere landen, creëerde de EFU in 1937 het blad 'al-Misriyah' (de Egyptische vrouw). Het blad verscheen twee keer per maand en was algemeen verkrijgbaar tegen een lage prijs. Ook al-Misriyah behandelde nationalistische, feministische, en sociaal-culturele zaken, waarbij de focus meer dan bij L'Égyptienne lag op kwesties van alledaags belang, die uitgebreid behandeld werden.

### Arabisch feminisme
Eind jaren dertig breidde de EFU haar aandacht uit naar de omliggende landen, en speelde een stimulerende en coördinerende rol in het ontstaan van een pan-Arabisch feminisme. De ontwikkeling werd versneld doordat Palestijnse vrouwen in 1936 de hulp van de EFU inriepen bij hun strijd tegen de massale immigratie van Joden in hun land. Als gevolg van de toestroom werden veel Palestijnse boeren van hun land verdreven en dreigde opsplitsing van Palestina. De feministische unies van Palestina, Syrië, Libanon en Irak vroegen Sha'arawi in 1938 om namens de Arabische vrouwen de belangen van de Palestijnse Arabieren te verdedigen. Sha'arawi aanvaardde de opdracht en organiseerde met de EFU in Caïro het congres 'Oosterse Vrouwen voor de Verdediging van Palestina'. Er namen 67 vrouwen aan deel, uit zes landen. De deelneemsters waren allen Arabisch en overwegend Islamitisch, hoewel er veel christelijke vrouwen bij waren.
Bij het uitbreken van de Tweede Wereldoorlog werd de uitgave van L'Égyptienne en al-Misriyah wegens papiertekort stilgelegd. Ze zijn later niet meer opgestart. De samenwerking van de EFU met Arabische zusterorganisaties zette zich door en leidde in 1944 tot de oprichting van de overkoepelende Arabische Feministische Unie. Sha'arawi werd tot voorzitter gekozen en het hoofdkantoor werd gevestigd in Caïro. De EFU werd belast met de centrale coördinatie en de administratie van de unie. In het reglement werd onder meer vastgelegd dat de AFU een dubbele doelstelling had: het bereiken van sociale en politieke gelijkheid van mannen en vrouwen, en het bevorderen van Arabisch nationalisme.

### Periode na Sha'arawi
Na het overlijden van Sha'arawi in 1947 volgde haar dochter Bathna haar op als voorzitter van de EFU. Saiza Nabarawi werd vicevoorzitter en ontpopte zich als de drijvende kracht. Ze probeerde de organisatie nieuw leven in te blazen door jonge vrouwen aan te trekken, met name activistische studentes. Ze besteedde tegelijkertijd energie aan de 'Beweging van de Vrienden van de Vrede', een anti-imperialistische groepering die zich verzette tegen de voortdurende aanwezigheid van Britse troepen op Egyptische bodem.
Nabarawi wist het oude elan niet terug te brengen in de organisatie en de EFU werd als activistische vrouwenbeweging voorbij gestreefd door de 'Bint Al-Nil Union' (Unie van de dochters van de Nijl). Deze organisatie was in 1948 opgericht door Duriyah Shafiq, voormalig EFU-lid en protegee van Sha'arawi. Zij nam in 1951 het initiatief om samen met de EFU een grootscheepse protestmars te organiseren waarin vrouwen meer sociaaleconomische rechten eisten. Ruim 1500 vrouwen forceerden de toegangshekken van het parlementsgebouw, drongen het gebouw binnen en dwongen het parlement het werk vier uur te onderbreken. Shafik werd gearresteerd, maar nooit veroordeeld. De rechtszitting trok internationale belangstelling en werd bezocht door vele aanhangers van de Dochters van de Nijl. De rechter besloot de rechtszitting voor onbepaalde tijd uit te stellen.

### Opheffing
Na de machtsovername door de Vrije Officieren in 1952 bleken de nieuwe machthebbers niet van zins vrouwen veel politieke en sociale rechten te verlenen. Nadat Nasser in 1954 de macht aan zich getrokken had, ontstonden hevige protesten van vrouwen die stemrecht eisten. Hun eis werd in de nieuwe grondwet van 1956 ingewilligd. Vrouwen kregen niet alleen stemrecht, Nasser verleende hen ook een aantal economische en politieke rechten, en in beperkte mate rechten op gelijkheid in het openbare leven. Hij liet de ondergeschikte positie van vrouwen in de privésfeer ongemoeid.
Onder Nasser werd de staatshegemonie sterk uitgebreid, onder andere door beperking van de vrijheid van handelen en de vrijheid van vereniging. Het regime van Nasser verbood de Egyptische Feministische Unie en transformeerde het in een servicegerichte liefdadigheidsinstelling onder de naam 'Huda Sha'arawi Vereniging'. De vereniging werd organisatorisch ondergeschikt gemaakt aan het ministerie van Sociale Zaken, dat geen onafhankelijke acties tolereerde.

### Heroprichting
Na de Egyptische revolutie van 2011 werd de Egyptische Feministische Unie opnieuw opgericht, nu als een overkoepeld orgaan over Egyptische vrouwenorganisaties. Dat gebeurde in oktober 2011 in aanwezigheid van Michelle Bachelet, de voormalig Chileense president en hoofd van het VN-orgaan UN Women. De heroprichting was een initiatief van Hoda Badran die ruim 1000 vrouwenorganisaties in heel Egypte tot samenwerking bracht. Voorafgaand aan de eerste officiële vergadering werd zij gekozen tot voorzitter. Zij was al betrokken bij de Ngo Alliance for Arab Women.